# مسجد جامع زرین‌شهر
مسجد جامع یا همان مسجد رحیم‌خان مربوط به دوره صفویه است و در زرین شهر واقع شده و این اثر در تاریخ ۲۴ اسفند ۱۳۸۴ با شمارهٔ ثبت ۱۵۱۹۰ به‌عنوان یکی از آثار ملی ایران به ثبت رسیده‌است.
فاخرترین و برجسته ترین اثر مستند تاریخی شهرستان لنجان استان اصفهان مسجد رحیم خان ریز است. ساختمان این اثر که در هسته اصلی شهر محله (اشا گل اُ) در کنار بازارچه، گرمابه و مسجد دیگری به نام مسجد پشت دروازه قرار داشته است واقع شده‌است در سال ۱۲۶۰ هجری قمری بازسازی کلی شده است.
علت نامگذاری این مسجد به رحیم خان این است که این بنا به وسیله محمد رحیم خان ریزی در دوره قاجار بازسازی اساسی شده است.

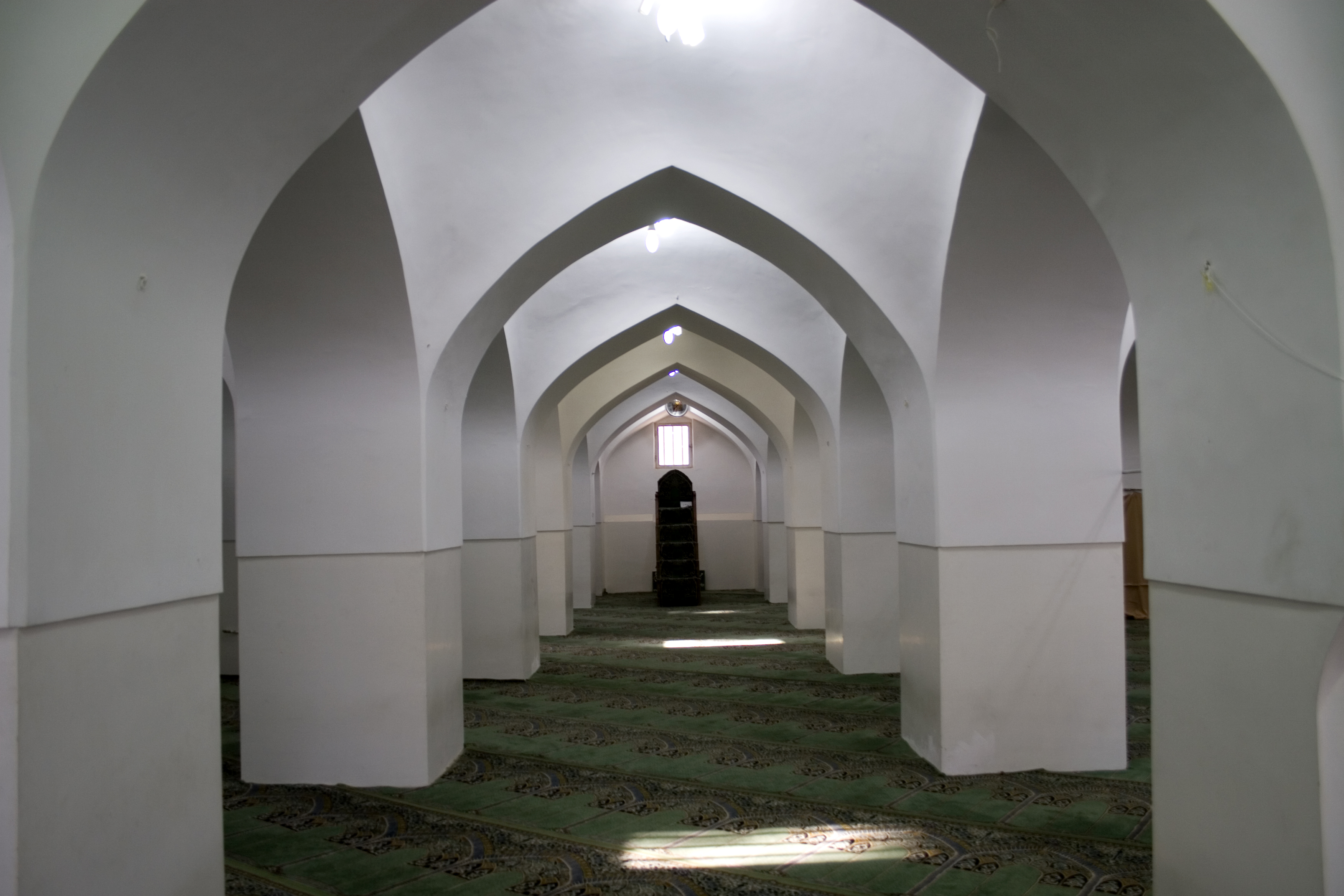
مسجد رحیم خان ریز

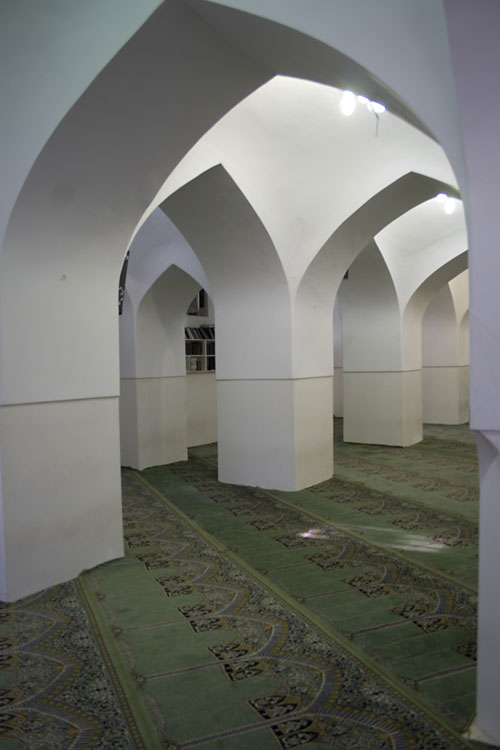
Rahim khan mosque

## قدمت
با توجه به شواهد موجود در بنا، شالودۀ معماری بنا متعلق به دوره صفوی بوده که به استناد کتیبه سردرب ورودی در تاریخ ۱۲۷۷ ه.  ق. توسط شخصی به نام رحیم خان ریزی بازسازی شده است اما قرآن های وقفی مسجد مربوط به ۱۲۴۹ قمری می باشد.

## ساختمان
مسجد دارای یک شبستان اصلی و تعدادی طاقنما در محوطه حیاط با تزئنیات آجرکاری خفته _راسته و آجرکاری معقلی و کاشیکاری است که سقف شبستان آن به صورت معقر و متصل به ستونهایی با ابعاد صد و بیست سانتیمتر است که پایین تر از سطح زمین است.
 مسجد از نوع چهار ایوانی است که در اطراف هر ایوان اصلی دو ایوان فرعی دیگر منطبق با جهتهای اصلی جغرافیایی ساخته شده است.

## مدفونین
ایوانهای شرقی مسجد محل دفن اطباء و کدخداها، قسمت غربی صحن مسجد محل دفن خوانین، قسمت شمالی مکان دفن موذنین و مکبرین و قسمت جنوبی صحن مسجد نیز مکان دفن علما و اندیشمندان از جمله ملاعبدالوهاب ریزی پدر مرجع بزرگوار عالم تشیع آشیخ مرتضی ریزی، شیخ ضیاءالدین، شیخ جلال الدین و آیت الله شریعت می باشد.

## تصاویر

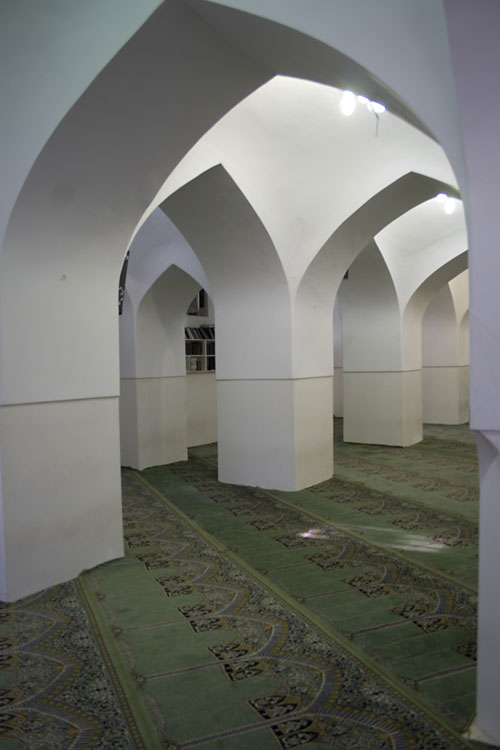
چهل ستون مسجد رحیم خان ریز
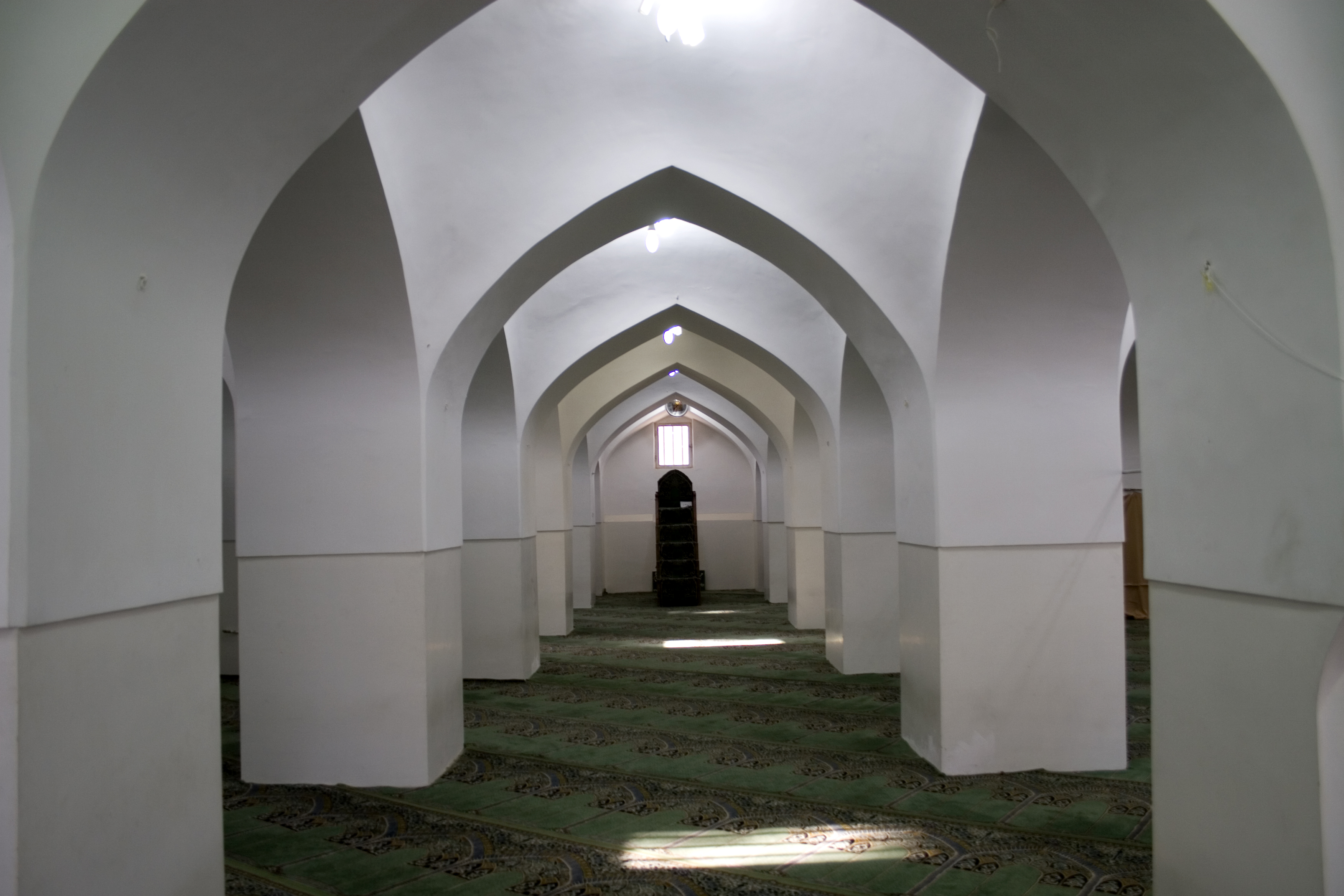
چهل ستون مسجد رحیم خان ریز